# Salomon Formstecher

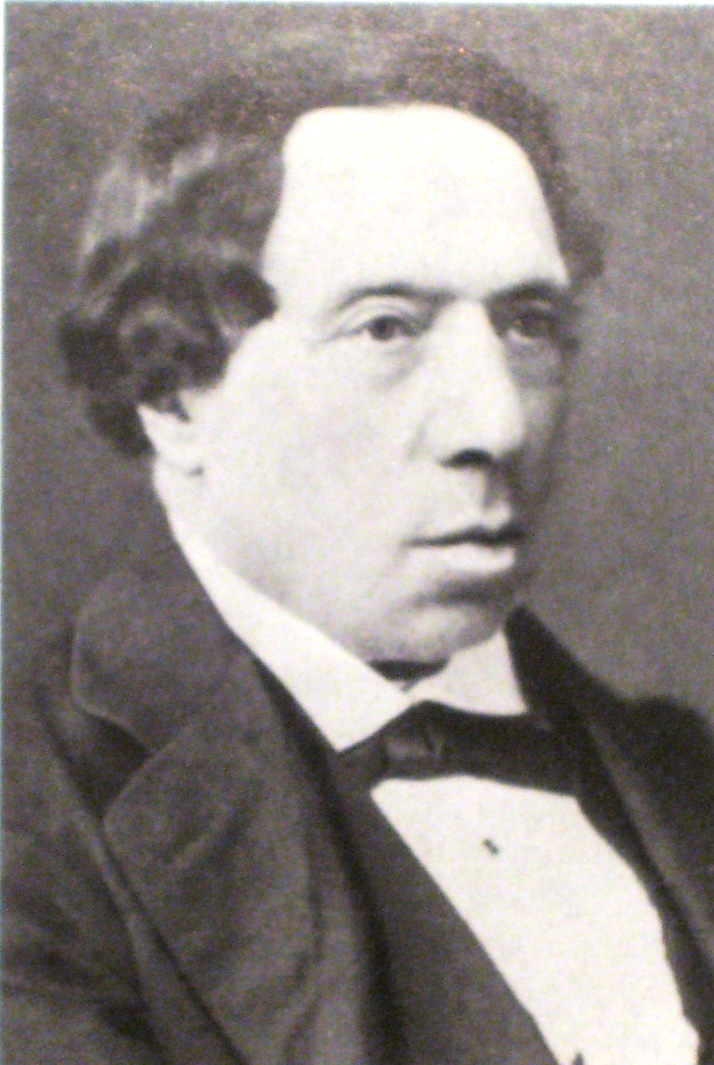
Salomon Formstecher

Salomon Formstecher (geboren 26. Juli 1808 in Offenbach am Main; gestorben 24. April 1889 ebenda) war ein deutscher Rabbiner, Dichter und Religionsphilosoph. Er gilt als einer der geistigen Väter des Reformjudentums im Deutschland des 19. Jahrhunderts.

## Lebenslauf
Salomon Formstecher wurde als dritter Sohn der jüdischen Eheleute Moses (1760–1836) und Schönchen Formstecher, geborene Kahn, geboren. Das aus Gehaus bei Vacha/Rhön stammende Ehepaar lebte seit 1790 in Offenbach. Der Vater war Kunsthandwerker und hatte sich als Formschneider auf die Herstellung von Druckstöcken spezialisiert. Vater Formstecher begann seinen Sohn Salomon im Alter von sieben Jahren in Hebräisch und dem Talmud zu unterweisen, später wurde dieser Unterricht von einem Rabbiner übernommen. Gleichzeitig besuchte Salomon Formstecher in seiner Geburtsstadt eine Lateinschule. Durch das Wirken seines Vaters beeinflusst, wollte Salomon Formstecher zunächst ein Handwerk erlernen. Es fand sich jedoch kein Handwerksmeister, der einen Juden ausbilden wollte. Moses Formstecher entschied deshalb, dass sein Sohn das Lehramt studieren soll. Salomon Formstecher studierte in den Folgejahren Naturwissenschaften, Theologie, Philologie und Philosophie und promovierte 1831 an der Universität Gießen zum Dr. phil. Nach der Promotion kehrte er in seine Heimatstadt zurück und predigte in der Offenbacher Synagoge. 1835 wurde Formstecher Mitglied im Verein jüdischer Gelehrter (Abraham Geiger).
Im Jahre 1842 wurde Salomon Formstecher Nachfolger des im gleichen Jahr verstorbenen Rabbiners Gottlieb Metz (1778–1842). In diesem Jahrzehnt nahm er eine führende Rolle bei den reformierenden Rabbinerkonferenzen ein. Die religiösen Streit- und Standpunkte des Reformprozesses spiegelt sich in seinem Roman Buchenstein und Cohnberg wider. Formstecher engagierte sich für die Revolution von 1848 und war Mitglied der Freimaurerloge „Zum Frankfurter Adler“. Außerdem wirkte er bei der Gründung des Offenbacher Naturkundevereins mit. Formstecher war auch musisch begabt und besaß zeitlebens ein Interesse an Handwerk und Technik. Er erfand ein Streichklavier, welches er sich 1858 patentieren ließ. Anlässlich seines 50-jährigen Jubiläums als Rabbiner und Religionslehrer und auf Grund seiner herausragenden Leistungen für die jüdische Reformbewegung, wurde ihm von der Stadt Offenbach als erstem jüdischen Bürger am 1. Oktober 1882 die Ehrenbürgerwürde verliehen. Für seine Verdienste wurde Formstecher im gleichen Jahr vom hessischen Großherzog Ludwig IV. mit dem Ritterkreuz 1. Klasse des Ordens Philipps des Großmütigen ausgezeichnet.

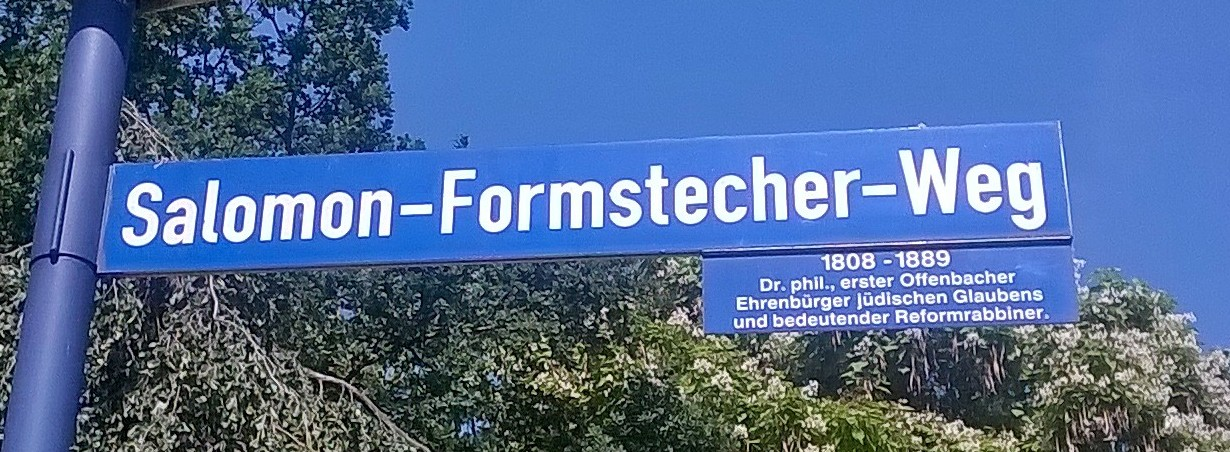
Straßenschild des Salomon-Formstecher-Wegs

Rabbiner Formstecher starb 1889 in seiner Heimatstadt und wurde dort auf dem Alten Friedhof beerdigt. Seit dem 1. Oktober 2002 ist im Offenbacher Büsing-Park ein Weg nach ihm benannt.

## Einfluss auf die jüdische Reformbewegung in Deutschland
Formstechers Wirken wurde vom Religionswissenschaftler Schalom Ben-Chorin als wegweisend für die jüdische Reformbewegung des 19. Jahrhunderts gewürdigt. Der Rabbiner Formstecher hat maßgeblich dazu beigetragen, dass die geistigen Grundlagen des Judentums in Deutschland modernisiert wurden. So plädierte er für eine Orientierung der Gottesdienste nach protestantischem Vorbild und deutschsprachiger Liturgie. In seiner jahrzehntelangen Wirkungszeit als Rabbiner modernisierte er das jüdische Gemeindeleben in Offenbach und Umgebung.
Formstecher war durch die Vorstellungen von Friedrich Wilhelm Joseph Schelling beeinflusst. Er sah seine „Gottesidee“ als „Weltseele“.
Im Jahre 1841 veröffentlichte er das erste philosophische Werk der Reformbewegung, Die Religion des Geistes. Dieses Buch verschaffte Formstecher internationale Anerkennung und begründete seinen Ruf als „erster moderner Historiker des Judentums“.

## Werke (Auswahl)
- Zwölf Predigten gehalten in dem isr. Gotteshause zu Offenbach. Würzburg 1833.
- Israels Klage und Israels Trost. Zwei Predigten. Offenbach 1835.
- Israelitisches Andachtsbüchlein zur Erweiterung und Ausbildung der ersten religiösen Gefühle und Begriffe. Offenbach 1836.
- Religion des Geistes: Eine wissenschaftliche Darstellung des Judenthums nach seinem Charakter, Entwicklungsgange und Berufe in der Menschheit. Hermann, Frankfurt am Main 1841.
- Mosaische Religionslehre. Gießen 1860.
- Moses Mendelssohn, ein Philosoph auf dem Gebiethe des Judenthums. In: Gedenkblätter an Moses Mendelssohn. Leipzig 1863, S. 5–21.
- Buchenstein und Cohnberg: Ein Familiengemälde aus der Gegenwart. Frankfurt am Main 1863.